# Гора и Змей
«Гора и Змей» (англ. The Mountain and the Viper) — восьмой эпизод четвёртого сезона фэнтезийного сериала канала HBO «Игра престолов», и 38-й во всём сериале. Сценарий эпизода написали Дэвид Бениофф и Д. Б. Уайсс, а режиссёром стал Алекс Грейвз. Премьера эпизода состоялась 1 июня 2014 года.

## Сюжет

### На Стене
У Лилли (Ханна Мюррей) начался напряжённый разговор с одной из проституток Кротового городка, непосредственно перед тем как деревню атакуют Стир (Юрий Колокольников), Тормунд (Кристофер Хивью) и их войска, убивая всех на своём пути независимо от пола и возраста. Игритт (Роуз Лесли) обнаруживает спрятавшуюся Лилли, но оставляет в живых, увидев её ребёнка. Новости об атаке доходят до Стены, где Сэмвелл (Джон Брэдли) сожалеет о решении отправить Лилли в Кротовый городок и задумывается, жива ли она ещё.

### На Севере
Рамси Сноу (Иван Реон) репетирует свой план с Вонючкой (Альфи Аллен), который выдаст себя за бывшего себя, Теона Грейджоя. Подъехав на лошади с белым флагом, Теон входит в Ров Кейлин, и его принимает Ральф Кеннинг (Грэм Фокс). Теон предлагает им условия капитуляции, которые Кеннинг намеревается отклонить, до того как его убивает один из его людей, который берёт на себя командование и решает сдаться. Однако после того как железнорождённые открывают ворота Рва, Рамси и его войско режут их и сдирают с них кожи. В качестве награды за перехват Рва Кейлин лорд Русе Болтон (Майкл Макэлхаттон), используя свои новые полномочия Хранителя Севера, узаконивает Рамси, объявив настоящим Болтоном. Болтоны, их войско и Вонючка направляются в Винтерфелл.

### За Узким морем
Миссандея (Натали Эммануэль) замечает, что Серый Червь (Джейкоб Андерсон) смотрит на неё, когда она купается. Она обращается за советом к Дейенерис (Эмилия Кларк) и выражает желание иметь с ним отношения, хотя это невозможно из-за оскопления Безупречных в раннем возрасте. Позже сир Барристан (Иэн Макэлхинни) получает письмо, скреплённое печатью Десницы Короля. Он показывает его сиру Джораху (Иэн Глен), предполагая, что это королевское помилование от Роберта Баратеона в обмен на шпионаж за Дейенерис. Джорах признаёт факт шпионажа в прошлом и пытается оправдаться, напоминая, как он спас Дейенерис от покушения и говоря о своей любви к ней, но та не желает его слушать и приказывает немедленно убираться из Миэрина, заметив, что другого на его месте она бы приказала казнить.

### В Долине
Лорд Йон Ройс (Руперт Ванситтарт) и несколько дворян из Долины допрашивают Петира Бейлиша (Эйдан Гиллен), которого они подозревают в убийстве его жены Лизы. Петир заявляет, что Лиза совершила самоубийство, спрыгнув в Лунную дверь, но они не верят ему, ссылаясь на его бордели в Королевской Гавани и на его иностранную кровь. Ройс требует разговора с Сансой (Софи Тёрнер), которая исполняет роль племянницы Петира, Алейны. Сломавшись под давлением ситуации, Санса признав свою истинную личность, но в конечном счёте подтверждает историю Петира, и убеждает их в своей и его невиновности. Как только Петир выводит группу из Орлиного гнезда, он строит планы на то, чтобы вывести Робина (Лино Фасиоль) на экскурсию в Долину. Когда Петир спрашивает Сансу о её лжи Лордам Долины, она говорит, что не знает, что бы они сделали с ней, если бы казнили его за смерть Лизы. Она также говорит Петиру, что она знает, чего он хочет. Позже Петир, Санса и Робин покидают Орлиное гнездо для экскурсии по Долине.
Снаружи Сандор «Пёс» Клиган (Рори Макканн) и Арья (Мэйси Уильямс) идут по узкой тропе к Орлиному гнезду. Когда они подходят к Кровавым вратам, Доннел Уэйнвуд (Алисдер Симпсон) информирует их о смерти леди Аррен. Арья, нежели оплакивать потерю своей тёти, пускается в истерический смех: планы Пса получить за неё выкуп разрушены.

### В Королевской Гавани
Незадолго до начала испытания поединком, Тирион (Питер Динклэйдж) обсуждает свои шансы с братом Джейме (Николай Костер-Вальдау). Когда Тириона ведут на улицу, он заводит небольшую беседу со своим защитником, принцем Оберином (Педро Паскаль), который уверен в своих силах. Сир Григор «Гора» Клиган (Хафтор Юлиус Бьёрнссон) вскоре прибывает на место, и суд начинается. По ходу битвы Оберин неоднократно требует Гору признаться в изнасиловании и убийстве его сестры Элии и её детей. Оберин демонстрирует несколько умелых атак, повалив Гору на землю и нанеся тому почти смертельный удар. Затем Оберин кричит на Гору, добиваясь признания того, что это Тайвин (Чарльз Дэнс) отдал ему такой приказ. Когда Оберин приближается, Гора внезапно хватает и валит его на землю, выдавливает ему глаза, признаваясь в убийстве Элии и её детей, раздавливает череп принца и сам опрокидывается замертво. Тайвин встаёт и приговаривает Тириона к смерти за цареубийство.

## Производство

### Сценарий
Эпизод состоит из содержимого трёх романов Джорджа Р. Р. Мартина: «Буря мечей», главы Дейенерис V, Дейенерис VI и Тирион X; «Пир стервятников», главы Алейна I и Алейна II; и «Танец с драконами», глава Вонючка II.

## Реакция

### Телерейтинги
«Гору и Змея» посмотрели около 7.17 миллионов зрителей во время первого показа.

### Реакция критиков
Эпизод получил высокую похвалу как от критиков, так и от зрителей, особенно битва принца Оберина и Горы была преподнесена как изюминка эпизода. На Rotten Tomatoes эпизод получил рейтинг 97%, на основе 30 отзывов, со следующим консенсусом: «С одной из самых страшных сцен на сегодняшний день, „Гора и Змей“ поставляет напряжённую, извилистую финальную сцену, которую стоит ждать.»

### Награды
Эпизод выиграл премию «Эмми» за лучшую работу художника-постановщика в современном или фэнтезийном сериале.

### Награды и номинации
| Год  | Награда                               | Категория                                     | Номинант(ы)                               | Результат |
| ---- | ------------------------------------- | --------------------------------------------- | ----------------------------------------- | --------- |
| 2014 | Творческая премия «Эмми»              | Лучшая работа художника в фэтнезийном сериале | Дебора Райли, Пол Гирардани и Роб Кэмерон | Победа    |
| 2014 | Творческая премия «Эмми»              | Лучшая музыка к сериалу                       | Рамин Джавади                             | Номинация |
| 2015 | Премия ADG за лучшую работу художника | Одно-часовой фэнтезийный телесериал           | Дебора Райли за «Законы богов и людей»    | Победа    |
| 2015 | Премия SFX                            | Лучший телеэпизод                             |                                           | Номинация |
| 2015 | Хьюго                                 | Лучшая постановка, малая форма                | Дэвид Бениофф, Алекс Грейвз и Д. Б. Уайсс | Номинация |